# Benadir
Benadir (somali: Banaadir; àrab: بنادر, Banādir) fou el nom d'un territori de l'actual Somàlia que fou administrat per una companyia privada i després constituït en colònia italiana format per la part sud de Somàlia fins al riu Juba. En l'actualitat el nom el porta una regió dins la República de Somàlia: Banaadir. El nom deriva del persa Bandar (port).

## Regió històrica de Benadir o Banadir
Les excavacions arqueològiques, molt incipients, han demostrat l'existència de relacions comercials amb l'antic Egipte, Sumèria i el regne de Saba almenys durant més de mil anys abans de Jesucrist. Al primer mil·lenni la costa fou visitada per mercaders fenicis.
La font principal de la història de la costa de l'oceà Índic a l'antiguitat és el Periplus Maris Erythraen escrit per un anònim comerciant grec d'Egipte vers l'any 50 que ja parla de la regió com un centre comercial amb el seu port, la moderna Mogadiscio. Al segle I totes les regions entre Zanzíbar i el regne de Saba (Sheba) mantenien un fluid tràfic comercial marítim aprofitant els vents monsons; els sabeus portaven porcellanes xineses i teles entre novembre i febrer i retornaven al nord amb grans, especies, or, marfil i fusta.
Al segle vi els àrabs van continuar el comerç i van anomenar a la costa com a Zinjíbar, i s'hi van afegir els perses; àrabs i perses ja visitaven la zona abans del temps de Mahoma. L'islam va ser introduït a la zona a partir del segle VII i al segle X ja era la religió dominant. A partir del segle X es van establir a la regió comunitats comerciants d'àrabs i perses barrejades amb les poblacions locals. Els primers pobladors de Mogadiscio foren originaris d'Al-Hasa (Al-Ahsa) i de Sadah al Iemen; en total 39 famílies que formaven principalment quatre clans (12 famílies dels muqarri, 12 dels jidati, 6 dels qabi, i 6 dels ismaili); posteriorment s'hi van afegir altres emigrants d'Aràbia, principalment del Iemen, dels clans Abdi-Samand, Al-Awidin, Amudi, Asharaf, Ba-Fadel, Ba-Hamis, Ba-Jamal, Bakri, Ba-Muqtar, Ba-Said, Hamdan, Omar-Uuduin, shamsudin, Shawish i Wali. Van comerciar principalment amb teles (exportades als territoris àrabs, Pèrsia, Índia i Xina) i van construir mesquites i altres edificis de gran valor arquitectònic.
Shamsud-Din Abu Abdalla Muhammed conegut com a Ibn Battuta, durant la seva visita a la zona el 1331 fa notar que l'àrab era la llengua comercial i literària de la costa i de les illes; el viatger parla de Mogadiscio, que elogia. Llavors la ciutat era governada per Shaykh Abu Bakr ben Shaykh Omar, que parlava àrab però no era la seva llengua pròpia. La ciutat tenia una madrassa o escola alcorànica que era un institut avançat de lleis islàmiques, i els ciutadans eren rics i pròspers, menjaven bé i tenien bon aspecte.
Els portuguesos van arribar al final del segle xiv. Barawa (Brava) fou saquejada durant tres dies el 1499 i cremada. El 1516 el portuguès Duarte anomenà a Mogadiscio com una gran ciutat de negres que porta el nom de Magadoxo i estava governada per un sultà. Diverses vegades els portuguesos van voler ocupar la costa del Benadir sense gaire èxit. El perill portuguès va desaparèixer després del 1698.
Al segle xviii sota el soldà omanita Sayed ben Said era una ciutat prospera que portava el nom d'Hamar pel poble que l'habitava, els reer hamar, i el centre cultural i religiós de la costa de Banadir o Benadir, nom introduït al segle xix, i que derivava del persa Bandar (port). El 1871 el soldà de Zanzíbar va ocupar la ciutat.

## Colònia italiana de Benadir
La penetració italiana a la costa de Somàlia es va iniciar el 1886 per mitjà d'una companyia comercial que va arrendar un territori al Sultà d'Obbia, territori que fou anomenat Benadir. El territori abraçava entre els 4 graus de latitud nord i el riu Juba que feia frontera amb l'Àfrica Oriental Britànica administrada també per una companyia privada. El riu principal era el Ueli Xebeli (Wadi Shebeli) i les ciutats principals Muqdisho, Merka, Brava (Barawa) i Warseij. El sultà s'arrogava drets que no tenia sobre el territori, car almenys la part costanera corresponia en sobirania al soldà de Zanzíbar que actuava per mitjà de poder locals vassalls.
Les activitat esclavistes de la companyia es van considerar inconvenients i Itàlia va decidir la seva penetració directa comprant els drets de la companyia (1888) i signant un tractat amb el soldà d'Obbia el desembre del 1888, que nominalment encara era vassall del soldà de Zanzíbar. En virtut del tractat, el Banadir va passar a sobirania italiana i el soldà d'Obbia quedava sota protectorat italià. La companyia va traspassar el control el 3 d'agost de 1889. Fins al 1888 la companyia havia fet ulls clucs a l'esclavatge, però això no podia ser tolerat pel govern italià. Els italians van bloquejar els ports del Benadir als nadius, per impedir el tràfic d'esclaus, i aquesta mesura va afectar greument al comerç dels locals amb les terres de l'interior; les caravanes es van reduir i el valor dels objectes es va disparar; la tradició oral encara recorda la inflació que el bloqueig va causar. Es va formar una aliança de clans en la que van participar els biyamals, els tunnis, els gheledis (geledis), els wa'dans, els abgals, els shikhals, els amaranis, els mobleen, els reer hamar i altres. Aquestos clans quedaven perjudicats per la manca d'esclaus que tenien com a treballadors agrícoles o domèstics, i les dones joves com a concubines. La seva resistència va impedir la penetració italiana per dues dècades (1888-1908). El moviment fou conegut com a revolta de Benadir o revolta dels bimaal o biyaamal.
Itàlia va enviar a Benadir a Antonio Cecchi segurament per prevenir l'expansió etíop cap a Luuq i Baidoa i altres àrees entre el riu Juba i el Shabele. Cecchi es va aliar al soldà de Geledi. El propòsit de Cecchi era substituir la companyia de Filonardi, concessionària dels territoris, per la companyia de Benadir, però el retard en decidir va fer que el canvi no es produís fins al 1896, perllongant la ineficiència. A finals dels anys noranta Cecchi va organitzar companyies d'homes armats, somalis i mariners italians, per portar-los a Luuq i Baidoa, i va establir el seu quarter a Lafole. Allí fou atacat pels somalis i els homes armats de Cecchi van fugir i aquest va morir; després de la derrota d'Adua davant els etíops aquesta nova derrota posava en ridícul als italians.
El comissionat Filonardi fou destituït i després d'una breu interinitat de Ernesto Dulio, fou enviat el comandant Giorgio Sorrentino, amb l'encàrrec d'investigar l'incident; Sorrentino va determinar que no hi havia sentiments nacionalistes en els somalis i que els instigadors eren dos àrabs de Mogadiscio, Islam bin Mohamed i Abu-Bakr bin Awad, perjudicats per la pèrdua de la seva feina a la companyia Filonardi quan fou substituïda per la de Benadir. Aquestos dos homes foren detinguts fora de Somàlia, probablement a Zanzíbar. Per consolidar el poder d'Itàlia contra els biyaamal i altres clans, es va aconseguir comprar el ports del Benadir per tres milions sis-centes mil lires italianes però l'abolició de l'esclavatge mantenia el descontentament dels bimaal o bimaayal. Els italians van reclutar somalis i diversos pobles dels rebels foren cremats; en revenja les forces colonials foren atacades diverses vegades a Dhanane (entre Marka i Mogadiscio). Altres incidents i combats van tenir lloc a Marka, Julib, i Jesira, en les que els bimaal o bimayaal del clan hawiye, i els seus aliats, es van enfrontar als soldats colonials italians (de fet somalis). Els informes de l'oficial naval Gaetano Bossi i del comandant Onorato di Monale, recomanaven la supressió de la companyia del Benadir i l'administració directe de la totalitat del territori (cosa que es va produir el 1905).
Per atreure als caps locals els italians es van acostar als notables i els van oferir lliure accés als oficis colonials i el reconeixement del seu estatus social i lideratge. La majoria dels caps van acceptar, entre ells el soldà de Geledi. Encara hi va haver enfrontaments durant uns anys entre biyaamal i forces colonials. Aquestes van atacar l'àrea de Dhoobooy prop de Merka, i Afgoi o Afgooye, a 30 km de Mogadiscio, i finalment la resistència dels biyaamal fou liquidada i la situació es va normalitzar totalment el 1910.

## Administració colonial
El territori de la colònia va quedar (1889) sota l'autoritat d'un governador assistit per un secretari general (comissionat del 1893 al 1898). El 1891 un dels caps locals principals de la regió era Sayyed Ahmed Ba-Alawi, els ancestres del qual procedien de Tarim a l'Hadramaut. El 1892 es va establir el protectorat sobre els soldanats de Majeerteen i Geladi que es va fer efectiu el maig del 1893. El 1892 tanmateix, Zanzíbar va cedir Benadir a Itàlia nominalment en arrendament. El 1895 els tractats de protectorat es van renovar. El soldanats foren administrats des de la colònia. La capital es va establir a Muqdisho (Mogadiscio).

### Governadors italians
- Vincenzo Filonardi, 3 d'agost de 1889 a 15 de maig de 1893 (governador) i després comissionat fins al 1897.
- Ernesto Dulio 1897 (comissionat)
- Giorgio Sorrentino 1897-1898 (comissionat)
- Emilio Dulio, 25 de maig de 1898 a 16 de març de 1905 (governador)

## Comissariat i districte
La colònia va canviar el seu nom el 16 de març de 1905 i es va transformar en la Somàlia Italiana, amb el districte d'administració directa de Benadir, i els soldanats protegits de Gueladi (o Geladi), Obbia (Hobyo) i Majertin (Majeerteen). Gueladi o Geladi fou annexionat al Benadir el 1908. El 1926 el territori de Benadir va formar els comissariats de Basso Uebi-Scebeli, Mogadiscio i Alto Uebi-Scebeli (aquerst darrer bàsicament l'antic soldanat de Geladi). El 1951 Basso Uebi-Scebeli i Mogadiscio foren reunits en el districte de Benadir, que com a tal va integrar la República de Somàlia en accedir a la independència el 1960. El districte va existir fins al 1982 quan es va crear la regió de Banaadir. Vegeu Banaadir.